# Luật Bảo vệ và phát triển rừng 2004
Luật Bảo vệ và phát triển rừng năm 2004 là đạo luật được Quốc hội nước Cộng hòa Xã hội Chủ nghĩa Việt Nam khoá XI, kỳ họp thứ 6 thông qua ngày 03 tháng 12 năm 2004. Luật có hiệu lực kể từ ngày 01 tháng 4 năm 2005 và thay thế cho Luật Bảo vệ và phát triển rừng năm 1991. Luật này quy định về quản lý, bảo vệ, phát triển, sử dụng rừng, quy định quyền và nghĩa vụ của chủ rừng.

## Quá trình xây dựng
Luật Bảo vệ và phát triển rừng đã được ban hành từ năm 1991, từ đó đến này Nhà nước Việt Nam và Chính phủ nước này cũng đã có thêm nhiều chính sách về bảo vệ rừng và khuyến khích trồng rừng nhưng, diện tích rừng bị tàn phá vẫn không giảm. Nguyên nhân là do áp lực về dân số ở các vùng có rừng tăng nhanh, đòi hỏi cao về đất ở và đất canh tác nên nạn phá rừng kiếm kế sinh nhai, lấy đất canh tác vẫn ngày một gia tăng. Cơ chế thị trường, giá cả một số mặt hàng nông, lâm sản tăng cao, nhu cầu về đất canh tác các mặt hàng này cũng tăng theo, nên đã kích thích người dân phá rừng để lấy đất trồng các loại cây có giá trị cao hoặc buôn bán đất, sang nhượng trái phép. Trên cơ sở đó, các quy định của Luật năm 1991 đã không điều chỉnh được hết những vấn đề phát sinh.
Bặt đầu từ ngày 3 tháng 8 năm 2004 các đại biểu Quốc hội chuyên trách đã thảo luận, đóng góp ý kiến xây dựng dự án Luật Bảo vệ và phát triển rừng. Nội dung tại cuộc họp lần này tập trung vào tìm biện pháp ngăn chặn tình trạng chuyển đổi mục đích sử dụng rừng tự nhiên một cách ồ ạt ở một số địa phương, một số đại biểu đã đề nghị Chính phủ phải đưa ra các tiêu chí và điều kiện chuyển đổi cụ thể, nơi chuyển đổi phải xây dựng dự án trồng rừng để phục hồi.
Đến ngày 28 tháng 10 năm 2004, Quốc hội khóa XI đã họp và thảo luận, đóng góp ý kiến xây dựng dự án Luật Bảo vệ và phát triển rừng (sửa đổi luật năm 1991). Phần lớn ý kiến của các đại biểu nêu lên thực trạng rừng ở các địa phương và đưa ra những biện pháp để bảo vệ. Ban soạn thảo dự án luật đã làm rõ các nguyên tắc giao rừng, cho thuê rừng; các căn cứ, điều kiện để giao rừng, cho thuê rừng, chuyển đổi mục đích sử dụng rừng. Quy định như vậy nhằm hạn chế tình trạng nhiều địa phương hiện nay tùy tiện chuyển đổi mục đích sử dụng rừng, dẫn đến phá rừng hàng loạt.
Một số đại biểu vẫn chưa hài lòng với các quy định tại dự thảo luật. Dẫn ra ví dụ về tình trạng chuyển đổi mục đích sử dụng rừng từ rừng ngập mặn sang rừng trồng cây keo lai tại Cà Mau.. và đề nghị phải quy định rõ lập kế hoạch, quy hoạch bảo vệ rừng phải phù hợp với kế hoạch, quy hoạch sử dụng đất. Nên quy định thêm là khi chuyển đổi mục đích sử dụng rừng tự nhiên phải có một kế hoạch trồng mới rừng khác để đảm bảo diện tích rừng không bị suy giảm. Đại biểu Nguyễn Lân Dũng có ý kiến: "Nên chuyển một bộ phận kiểm lâm thành cảnh sát lâm nghiệp trực thuộc Bộ Công an hoặc một lực lượng vũ trang thuộc Bộ Quốc phòng để đủ mạnh trong việc trấn áp lâm tặc".

## Bố cục
Luật Bảo vệ và phát triển rừng bao gồm 8 chương và 88 điều. Cụ thể như sau:
- Chương I. Những quy định chung: Gồm có 12 điều, từ Điều 1 đến Điều 12. Nội dung chương này quy định những vấn đề có tính cơ bản nhất, chung nhất xuyên suốt cả đạo luật này. Các quy định trong các chương sau phải phù hợp không được mâu thuẫn hoặc trái với những điều quy định trong chương này. Nội dung cụ thể của Chương I quy định về: phạm vi điều chỉnh của luật là những vấn đề về quản lý, bảo vệ, phát triển, sử dụng rừng, quyền và nghĩa vụ của chủ rừng, quy định những đối tượng được thực hiện áp dụng luật, quy định về những căn cứ để phân loại rừng, quy định về những tổ chức, đơn vị, cá nhân nào được coi là chủ rừng, quy định những quyền của Nhà nước đối với rừng, quy định về trách nhiệm quản lý nhà nước về bảo vệ và phát triển rừng, những nguyên tắc bảo vệ và phát triển rừng, chính sách của Nhà nước về bảo vệ và phát triển rừng; quy định về nguồn tài chính để bảo vệ và phát triển rừng, quy định những hành vi bị nghiêm cấm trong việc bảo vệ và phát triển rừng.
- Chương II. Quyền của Nhà nước về bảo vệ và phát triển rừng. Bao gồm 23 điều, từ Điều 13 đến Điều 35. Chương này được chia thành 5 mục bao gồm:
  - Mục 1 - Quy hoạch, kế hoạch bảo vệ và phát triển rừng, có 9 điều (từ Điều 13 đến Điều 21)quy định về nguyên tắc lập quy hoạch, kế hoạch bảo vệ và phát triển rừng; quy định những căn cứ, nội dung, kỳ và trách nhiệm lập quy hoạch, kế koạch bảo vệ và phát triển rừng, quy định thẩm quyền phê duyệt, quyết định xác lập các khu rừng và điều chỉnh quy hoạch, xác lập các khu rừng; công bố quy hoạch, kế hoạch và bảo vệ phát triển rừng.
  - Mục - Giao rừng, cho thuê rừng, thu hồi rừng, chuyển mục đích sử dụng rừng. Trong mục này có 7 điều (từ Điều 22 đến Điều 28) quy định về nguyên tắc, căn cứ và thẩm quyền giao rừng, cho thuê rừng, thu hồi rừng, chuyển mục đích sử dụng rừng. Quy định cụ thể về giao rừng, cho thuê rừng đặc dụng, rừng phòng hộ, rừng sản xuất cho các đối tượng; quy định thu hồi rừng trong những trường hợp nào và chế độ chính sách cho các chủ rừng khi bị thu hồi rừng.
  - Mục 3- Giao rừng cho cộng đồng dân cư thôn; quyền và nghĩa vụ của cộng đồng dân cư thôn được giao rừng. Mục này có 2 điều (Điều 29 và Điều 30), đây là điều mới và rất có ý nghĩa về mặt pháp lý. Quy định điều kiện để cộng đồng thôn được giao rừng, được giao những loại rừng nào; chỉ có Uỷ ban nhân dân huyện, quận, thị xã, thành phố thuộc tỉnh có đủ thẩm quyền giao, thu hồi rừng đối với cộng đồng thôn. Quy định quyền và nghĩa vụ của cộng đồng dân cư thôn được giao rừng.
  - Mục 4- Đăng ký quyền sử dụng rừng, quyền sở hữu rừng sản xuất là rừng trồng; thống kê rừng, kiểm kê rừng, theo dõi diễn biến tài nguyên rừng. Mục này có 2 điều (Điều 31 và Điều 32) quy định việc quản lý, bảo vệ và phát triển rừng, sử dụng tài nguyên rừng. Nêu lên trách nhiệm của chủ rừng, cơ quan quản lý nhà nước trong việc quản lý thống kê, kiểm kê, theo dõi diễn biến tài nguyên rừng.
  - Mục 5- Giá rừng. Mục này có 3 điều (từ Điều 33 đến Điều 35). Đây là một mục mới được quy định khá chi tiết về việc xác định và hình thành giá rừng; việc đấu giá quyền sử dụng rừng, quyền sở hữu rừng sản xuất là rừng trồng; quy định giá trị quyền sử dụng rừng...để phục vụ cho việc đấu giá, tính vào giá trị tài sản, ghi vào giá trị vốn của Nhà nước tại doanh nghiệp, xác định lại giá trị quyền sử dụng rừng khi cổ phần hoá doanh nghiệp....
- Chương III. Bảo vệ rừng. Bao gồm 8 điều, từ Điều 36 đến Điều 44. Chương này được chia thành 2 mục.
  - Mục 1- Trách nhiệm bảo vệ rừng. Mục này có 4 điều (từ Điều 36 đến Điều 39). Trong đó quy định rõ trách nhiệm bảo vệ rừng được xác định trong luật là trách nhiệm của toàn dân.
  - Mục 2- Nội dung bảo vệ rừng. Mục này có 5 điều (từ Điều 40 đến Điều 44) quy định về bảo vệ hệ sinh thái rừng khi tiến hành các hoạt động sản xuất, kinh doanh, khi xây dựng mới, thay đổi hoặc phá bỏ các công trình ảnh có hưởng đến hệ sinh thái phải tuân theo các quy định của Nhà nước. Việc khai thác thực vật rừng phải thực hiện theo quy chế quản lý rừng, việc săn, bắt, bẫy, nuôi nhốt động vật rừng phải được phép của cơ quan nhà nước có thẩm quyền và tuân theo các quy định của pháp luật về bảo tồn động vật hoang dã; việc quản lý, bảo vệ theo chế độ đặc biệt đối với những loài động vật rừng, thực vật rừng nguy cấp, quý, hiếm. Quy định phương án về phòng cháy, chữa cháy rừng để bảo vệ rừng. Việc phòng trừ sinh vật gây hại rừng, quy định trách nhiệm cụ thể của chủ rừng và cơ quan bảo vệ, kiểm dịch thực vật, kiểm dịch động vật. Quy định về kinh doanh, vận chuyển, xuất khẩu, nhập khẩu, tạm nhập tái xuất, tạm xuất tái nhập, quá cảnh thực vật rừng, động vật rừng.
- Chương IV. Phát triển rừng, sử dụng rừng. Chương này gồm 14 điều, từ Điều 45 đến Điều 58 và được chia làm 3 mục, đó là:
  - Mục 1- Rừng phòng hộ. Mục này có 4 điều (từ Điều 45 đến Điều 48). Nội dung mục này quy định những nguyên tắc phát triển, sử dụng rừng phòng hộ, đối với rừng phòng hộ đầu nguồn phải được xây dựng thành rừng tập trung, liền vùng, nhiều tầng, xây dựng thành các đai rừng phù hợp với điều kiện tự nhiên ở từng vùng để có hiệu quả đối với rừng phòng hộ chắn gió, chắn cát bay, chắn sóng, lấn biển, bảo vệ môi trường và các quy định trong việc khai thác các lợi ích khác của rừng phòng hộ như: kết hợp sản xuất nông- lâm- ngư nghiệp, kinh doanh cảnh quan, nghỉ dưỡng, du lịch sinh thái- môi trường, khai thác lâm sản và các lợi ích khác của rừng phòng hộ phải tuân theo quy chế quản lý rừng. Quy định tổ chức quản lý rừng phòng hộ; việc quản lý, sử dụng rừng sản xuất và đất đai xen kẽ trong rừng phòng hộ và việc khai thác lâm sản trong rừng phòng hộ.
  - Mục 2- Rừng đặc dụng. Mục này gồm 6 điều (từ Điều 49 đến Điều 54) Nội dung mục này quy định nguyên tắc phát triển và sử dụng rừng đặc dụng là: bảo đảm việc phát triển tự nhiên của rừng, bảo tồn đa dạng sinh học và cảnh quan khu rừng; xác định rõ trong khu bảo tồn thiên nhiên và vườn quốc gia các phân khu bảo vệ nghiêm ngặt, phân khu phục hồi sinh thái, vùng đệm và phân khu dịch vụ- hành chính, mọi hoạt động ở khu rừng đặc dụng phải tuân theo quy chế quản lý rừng và phải được phép của chủ rừng. Các quy định về tổ chức quản lý rừng, khai thác lâm sản, hoạt động nghiên cứu khoa học, giảng dạy thực tập, hoạt động kết hợp kinh doanh cảnh quan, nghỉ dưỡng, du lịch, sinh thái – môi trường và ổn định đời sống dân cư sống trong khu rừng đặc dụng và vùng đệm cũng đã được quy định khá đầy đủ, rõ ràng và chi tiết ở mục này.
  - Mục 3- Rừng sản xuất. Trong mục này có 4 điều (từ Điều 55 đến Điều 58) quy định về nguyên tắc phát triển, sử dụng rừng sản xuất; quy định việc quản lý khi rừng sản xuất là rừng tự nhiên; việc quản lý khi rừng sản xuất là rừng trồng và quy định việc quy hoạch và chỉ đạo xây dựng hệ thống rừng giống quốc gia; việc bình tuyển rừng giống, công nhận rừng giống, việc sản xuất, kinh doanh giống cây lâm nghiệp... Nhiều nội dung rất quan trọng quy định về rừng sản xuất đã được quy định ở mục này để phục vụ cho việc quản lý, trồng, chăm sóc, nuôi dưỡng, khai thác, sử dụng, bảo đảm diện tích, phát triển kinh tế lâm- nông- ngư nghiệp kết hợp....
- Chương V. Quyền và nghĩa vụ của chủ rừng. Chương này gồm có 20 điều, từ Điều 59 đến Điều 78 và được chia làm 5 mục quy định các vấn đề sau:
  - Mục 1- Quy định chung về quyền và nghĩa vụ của chủ rừng. Mục này có 2 điều (Điều 59 và Điều 60).
  - Mục 2- Quyền và nghĩa vụ của chủ rừng là ban quản lý rừng đặc dụng, ban quản lý rừng phòng hộ. Mục này gồm 2 điều (Điều 61 và Điều 62).
  - Mục 3- Quyền và nghĩa vụ của chủ rừng là tổ chức kinh tế. Mục này có 6 điều (từ Điều 63 đến Điều 68).
  - Mục 4- Quyền và nghĩa vụ của chủ rừng là hộ gia đình, cá nhân. Mục này có 4 điều (từ Điều 69 đến Điều 72).
  - Mục 5- Quyền và nghĩa vụ của các chủ rừng khác. Mục này có 6 điều (từ Điều 73 đến Điều 78)
- Chương VI. Kiểm lâm. Chương này gồm 5 điều, từ điều 79 đến Điều 83. (So với Luật bảo vệ và phát triển rừng năm 1991 tăng thêm 2 điều).
- Chương VII. Giải quyết tranh chấp, xử lý vi pham pháp luật về bảo vệ và phát triển rừng. Chương này gồm 3 điều, từ Điều 84 đến Điều 86. Nội dung chương này quy định: những tranh chấp về quyền sử dụng rừng đối với các loại rừng, quyền sở hữu rừng sản xuất là rừng trồng do Toà án nhân dân giải quyết. Các tranh chấp về đất đai có liên quan đến rừng còng do Toà án nhân dân giải quyết.
- Chương VIII. Điều khoản thi hành Chương này có 2 điều, Điều 87 và Điều 88. Quy định Luật này có hiệu lực từ ngày 01/4/2005. Luật này thay thế Luật Bảo vệ và phát triển rừng năm 1991. Chính phủ được giao quy định chi tiết và hướng dẫn thi hành Luật này.

## Nội dung cơ bản

### Các nguyên tắc
Điều 9 Luật Bảo vệ và phát triển rừng có quy định 5 nguyên tắc chung nhất, cụ thể như sau: 
- Hoạt động bảo vệ và phát triển rừng phải bảo đảm phát triển bền vững về kinh tế, xã hội, môi trường, quốc phòng, an ninh, phù hợp với chiến lược phát triển kinh tế- xã hội, chiến lược phát triển lâm nghiệp, đúng quy hoạch, kế hoạch bảo vệ và phát triển rừng của cả nước và địa phương, tuân theo quy chế quản lý rừng do Thủ tướng Chính phủ quy định.
- Bảo vệ rừng là trách nhiệm của mọi cơ quan, tổ chức, hộ gia đình, cá nhân. Hoạt động bảo vệ và phát triển rừng phải bảo đảm nguyên tắc quản lý rừng bền vững, kết hợp bảo vệ và phát triển rừng với khai thác hợp lý để phát huy hiệu quả tài nguyên rừng, kết hợp chặt chẽ giữa trồng rừng, khoanh nuôi tái sinh phục hồi rừng, làm giàu rừng với bảo vệ diện tích rừng hiện có; kết hợp lâm nghiệp với nông nghiệp và ngư nghiệp, đẩy mạnh trồng rừng kinh tế gắn với phát triển công nghiệp chế biến lâm sản nhằm nâng cao giá trị sản phẩm rừng.
- Việc bảo vệ và phát triển rừng phải phù hợp với quy hoạch, kế hoạch sử dụng đất. Việc giao, cho thuê, thu hồi, chuyển mục đích sử dụng rừng và đất phải tuân theo các quy định của Luật này, Luật đất đai và các quy định khác của pháp luật có liên quan, bảo đảm ổn định lâu dài theo hướng xã hội hoá nghề rừng.
- Bảo đảm hài hoà lợi ích giữa Nhà nước với chủ rừng; giữa lợi ích kinh tế của rừng với lợi ích phòng hộ, bảo vệ môi trường và bảo tồn thiên nhiên; giữa lợi ích trước mắt và lợi ích lâu dài; bảo đảm cho người làm nghề rừng sống chủ yếu bằng nghề rừng.
- Chủ rừng thực hiện các quyền, nghĩa vụ của mình trong thời hạn sử dụng rừng theo quy định của Luật này và các quy định khác của pháp luật, không làm tổn hại đến lợi ích chính đáng của chủ rừng khác.

### Các hành vi bị cấm
Các hành vi bị cấm được quy định trong luật bao gồm:
- Chặt phá rừng, khai thác rừng trái phép.
- Săn, bắn, bắt, bẫy, nuôi nhốt, giết mổ động vật rừng trái phép.
- Thu thập mẫu vật trái phép trong rừng.
- Huỷ hoại trái phép tài nguyên rừng, hệ sinh thái rừng.
- Vi phạm các quy định về phòng cháy, chữa cháy rừng.
- Vi phạm quy định về phòng, trừ sinh vật hại rừng.
- Lấn, chiếm, chuyển mục đích sử dụng rừng trái phép.
- Khai thác trái phép cảnh quan, môi trường và các dịch vụ lâm nghiệp.
- Vận chuyển, chế biến, quảng cáo, kinh doanh, sử dụng, tiêu thụ, tàng trữ, xuất khẩu, nhập khẩu thực vật rừng, động vật rừng trái với quy định của pháp luật.
- Lợi dụng chức vụ, quyền hạn làm trái quy định về quản lý, bảo vệ và phát triển rừng.
- Chăn thả gia súc trong phân khu bảo vệ nghiêm ngặt của khu rừng đặc dụng, trong rừng mới trồng, rừng non.
- Nuôi, trồng, thả vào rừng đặc dụng các loài động vật, thực vật không có nguồn gốc bản địa khi chưa được phép của cơ quan nhà nước có thẩm quyền.
- Khai thác trái phép tài nguyên sinh vật, tài nguyên khoáng sản và các tài nguyên thiên nhiên khác; làm thay đổi cảnh quan thiên nhiên, diễn biến tự nhiên của rừng, làm ảnh hưởng xấu đến đời sống tự nhiên của các loài sinh vật rừng; mang trái phép hoá chất độc hại, chất nổ, chất dễ cháy vào rừng.
- Giao rừng, cho thuê rừng, chuyển đổi, chuyển nhượng, thừa kế, tặng cho, thế chấp, bảo lãnh, góp vốn bằng giá trị quyền sử dụng rừng, giá trị rừng sản xuất là rừng trồng trái pháp luật.
- Phá hoại các công trình phục vụ việc bảo vệ và phát triển rừng.
- Các hành vi khác xâm hại đến tài nguyên rừng, hệ sinh thái rừng.

### Bảo vệ rừng

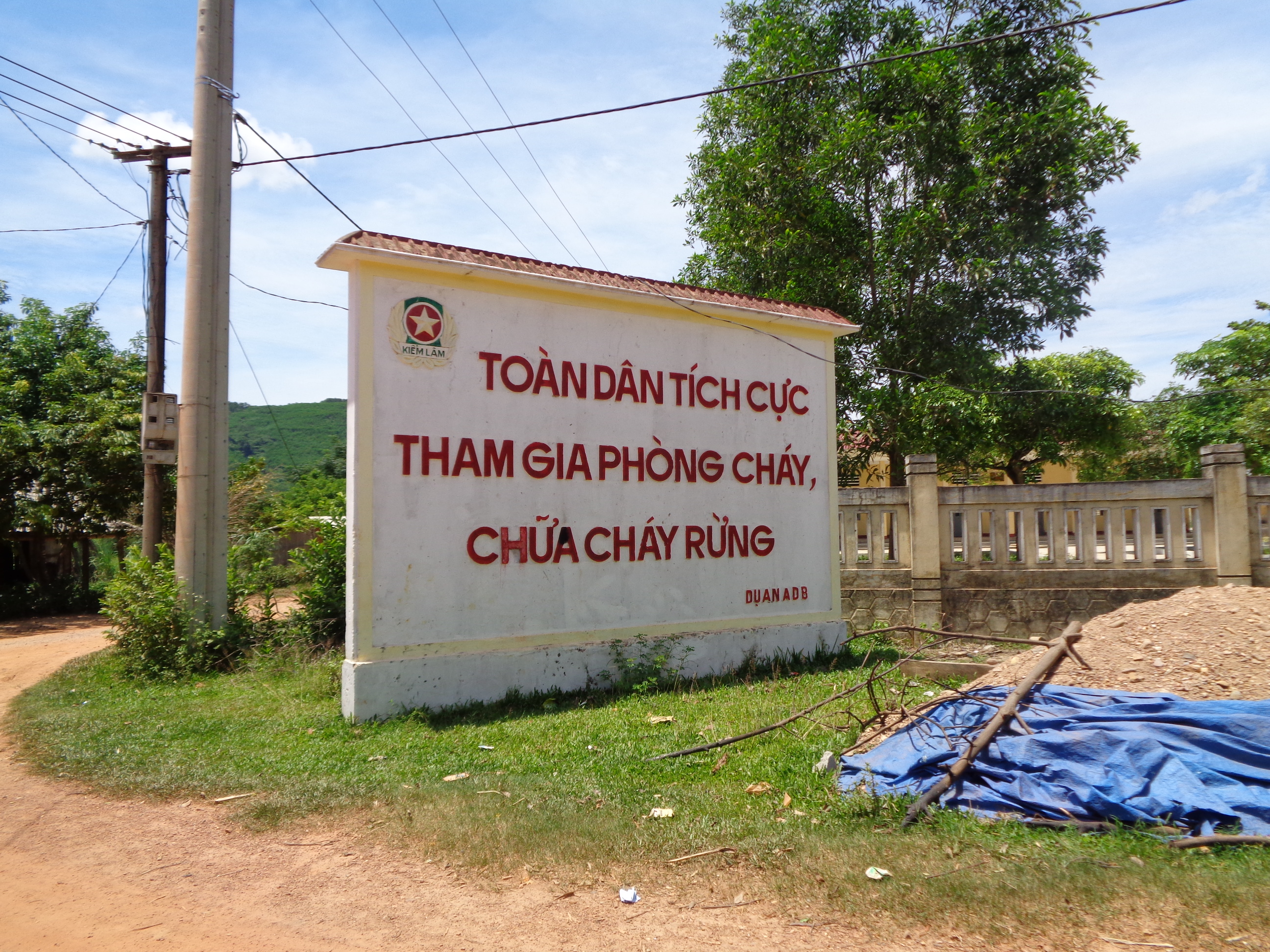
Bảng tuyên truyền bảo vệ rừng Bản Chùa - Cam Lộ - Quảng Trị

Trách nhiệm bảo vệ rừng được xác định trong luật là trách nhiệm của toàn dân và của cơ quan nhà nước, tổ chức, cộng đồng dân cư thôn, hộ gia đình, cá nhân có trách nhiệm bảo vệ rừng, thực hiện nghiêm chỉnh các quy định về bảo vệ rừng theo quy định của Luật này, pháp luật về phòng cháy, chữa cháy, pháp luật về bảo vệ và kiểm dịch thực vật, pháp luật về thú y và các quy định khác của pháp luật có liên quan. Tổ chức, hộ gia đình, cá nhân hoạt động trong rừng, ven rừng có trách nhiệm thực hiện các quy định về bảo vệ rừng, thông báo kịp thời cho cơ quan nhà nước có thẩm quyền hoặc chủ rừng về cháy rừng, sinh vật gây hại rừng và hành vi vi phạm quy định về quản lý, bảo vệ rừng; chấp hành sự huy động nhân lực, phương tiện của cơ quan nhà nước có thẩm quyền khi xảy ra cháy rừng.
Nội dung về bảo vệ rừng quy định về bảo vệ hệ sinh thái rừng khi tiến hành các hoạt động sản xuất, kinh doanh, khi xây dựng mới, thay đổi hoặc phá bỏ các công trình ảnh có hưởng đến hệ sinh thái phải tuân theo các quy định của Nhà nước. Việc khai thác thực vật rừng phải thực hiện theo quy chế quản lý rừng, việc săn, bắt, bẫy, nuôi nhốt động vật rừng phải được phép của cơ quan nhà nước có thẩm quyền và tuân theo các quy định của pháp luật về bảo tồn động vật hoang dã; việc quản lý, bảo vệ theo chế độ đặc biệt đối với những loài động vật rừng, thực vật rừng nguy cấp, quý, hiếm. 
Quy định phương án về phòng cháy, chữa cháy rừng để bảo vệ rừng. Việc phòng trừ sinh vật gây hại rừng, quy định trách nhiệm cụ thể của chủ rừng và cơ quan bảo vệ, kiểm dịch thực vật, kiểm dịch động vật. Quy định về kinh doanh, vận chuyển, xuất khẩu, nhập khẩu, tạm nhập tái xuất, tạm xuất tái nhập, quá cảnh thực vật rừng, động vật rừng. Trong chương quy định trách nhiệm của chủ rừng trong việc bảo vệ rừng đã được đề cao hơn trước. Trách nhiệm của cơ quan quản lý nhà nước, của Uỷ ban nhân dân các cấp trong việc phối hợp xây dựng và chỉ đạo thực hiện phòng cháy, chữa cháy rừng trên địa bàn. Mọi đối tượng phải tuân thủ pháp luật về phòng cháy, chữa cháy khi có cháy rừng xảy ra.

### Chính sách của nhà nước
Luật Bảo vệ và Phát triển rừng năm 2004 có nhiều chính sách đối với việc bảo vệ và phát triển rừng. Cụ thể:
- Cính sách đầu tư cho việc bảo vệ và phát triển rừng gắn liền, đồng bộ với các chính sách kinh tế - xã hội khác, ưu tiên đầu tư xây dựng cơ sở hạ tầng, phát triển nguồn nhân lực, định canh định cư, ổn định và cải thiện đời sống nhân dân miền núi.
- Nhà nước đầu tư cho các hoạt động bảo vệ và phát triển rừng đặc dụng, rừng phòng hộ, rừng giống quốc gia, bảo vệ và phát triển các loài thực vật rừng, động vật rừng nguy cấp, quý, hiếm, nghiên cứu, ứng dụng kết quả nghiên cứu khoa học, phát triển công nghệ và đào tạo nguồn nhân lực cho việc bảo vệ và phát triển rừng; xây dựng hệ thống quản lý rừng hiện đại, thống kê rừng, kiểm kê rừng và theo dõi diễn biến tài nguyên rừng, xây dựng lực lượng chữa cháy rừng chuyên ngành, đầu tư cơ sở vật chất, kỹ thuật và trang bị phương tiện phục vụ chữa cháy rừng, phòng trừ sinh vật gây hại rừng.
- Chính sách hỗ trợ việc bảo vệ và làm giàu rừng sản xuất là rừng tự nhiên nghèo, trồng rừng sản xuất gỗ lớn, gỗ quý, cây đặc sản, có chính sách hỗ trợ việc xây dựng cơ sở hạ tầng trong vùng rừng nguyên liệu; có chính sách khuyến lâm và hỗ trợ nhân dân ở nơi có nhiều khó khăn trong việc phát triển rừng, tổ chức sản xuất, chế biến và tiêu thụ lâm sản.
- Khuyến khích tổ chức, hộ gia đình, cá nhân nhận đất phát triển rừng ở những vùng đất trống, đồi núi trọc, ưu tiên phát triển trồng rừng nguyên liệu phục vụ các ngành kinh tế, mở rộng các hình thức cho thuê, đấu thầu đất để trồng rừng, có chính sách miễn, giảm thuế đối với người trồng rừng, có chính sách đối với tổ chức tín dụng cho vay vốn trồng rừng với lãi suất ưu đãi, ân hạn, thời gian vay phù hợp với loài cây và đặc điểm sinh thái từng vùng.
- Chính sách phát triển thị trường lâm sản, khuyến khích tổ chức, hộ gia đình, cá nhân thuộc mọi thành phần kinh tế đầu tư phát triển công nghiệp chế biến lâm sản, làng nghề truyền thống chế biến lâm sản.
- Khuyến khích việc bảo hiểm rừng trồng và một số hoạt động sản xuất lâm nghiệp.

### Các loại rừng
- Rừng phòng hộ: Nội dung về rừng phòng hộ quy định những nguyên tắc phát triển, sử dụng rừng phòng hộ, đối với rừng phòng hộ đầu nguồn phải được xây dựng thành rừng tập trung, liền vùng, nhiều tầng, xây dựng thành các đai rừng phù hợp với điều kiện tự nhiên ở từng vùng để có hiệu quả đối với rừng phòng hộ chắn gió, chắn cát bay, chắn sóng, lấn biển, bảo vệ môi trường và các quy định trong việc khai thác các lợi ích khác của rừng phòng hộ như: kết hợp sản xuất nông- lâm- ngư nghiệp, kinh doanh cảnh quan, nghỉ dưỡng, du lịch sinh thái- môi trường, khai thác lâm sản và các lợi ích khác của rừng phòng hộ phải tuân theo quy chế quản lý rừng. Quy định tổ chức quản lý rừng phòng hộ, việc quản lý, sử dụng rừng sản xuất và đất đai xen kẽ trong rừng phòng hộ và việc khai thác lâm sản trong rừng phòng hộ.
- Rừng đặc dụng: Quy định nguyên tắc phát triển và sử dụng rừng đặc dụng là: bảo đảm việc phát triển tự nhiên của rừng, bảo tồn đa dạng sinh học và cảnh quan khu rừng, xác định rõ trong khu bảo tồn thiên nhiên và vườn quốc gia các phân khu bảo vệ nghiêm ngặt, phân khu phục hồi sinh thái, vùng đệm và phân khu dịch vụ- hành chính, mọi hoạt động ở khu rừng đặc dụng phải tuân theo quy chế quản lý rừng và phải được phép của chủ rừng. Các quy định về tổ chức quản lý rừng, khai thác lâm sản, hoạt động nghiên cứu khoa học, giảng dạy thực tập, hoạt động kết hợp kinh doanh cảnh quan, nghỉ dưỡng, du lịch, sinh thái – môi trường và ổn định đời sống dân cư sống trong khu rừng đặc dụng và vùng đệm cũng đã được quy định khá đầy đủ, rõ ràng và chi tiết ở mục này.
- Rừng sản xuất: Trong mục này có 4 điều (từ Điều 55 đến Điều 58) quy định về nguyên tắc phát triển, sử dụng rừng sản xuất, quy định việc quản lý khi rừng sản xuất là rừng tự nhiên; việc quản lý khi rừng sản xuất là rừng trồng và quy định việc quy hoạch và chỉ đạo xây dựng hệ thống rừng giống quốc gia, việc bình tuyển rừng giống, công nhận rừng giống, việc sản xuất, kinh doanh giống cây lâm nghiệp. Nhiều nội dung rất quan trọng quy định về rừng sản xuất đã được quy định ở mục này để phục vụ cho việc quản lý, trồng, chăm sóc, nuôi dưỡng, khai thác, sử dụng, bảo đảm diện tích, phát triển kinh tế lâm-nông-ngư nghiệp kết hợp.

### Kiểm lâm
Kiểm lâm được Luật Bảo vệ và phát triển rừng xác định là lực lượng chuyên trách của Nhà nước có chức năng bảo vệ rừng, giúp Bộ trưởng Bộ Nông nghiệp và Phát triển nông thôn và Chủ tịch Uỷ ban nhân dân các cấp thực hiện quản lý nhà nước về bảo vệ rừng, bảo đảm chấp hành pháp luật về bảo vệ và phát triển rừng. Tổ chức lực lượng kiểm lâm cũng được xác định rõ trong Luật là được tổ chức theo hệ thống thống nhất, bao gồm: kiểm lâm trung ương, kiểm lâm tỉnh, thành phố trực thuộc trung ương, kiểm lâm huyện, quận, thị xã, thành phố thuộc tỉnh.
Luật quy định về nhiệm vụ của kiểm lâm với các nhiệm vụ chủ yếu là: 
- Xây dựng chương trình, kế hoạch bảo vệ rừng, phương án phòng, chống các hành vi vi phạm pháp luật về bảo vệ và phát triển rừng, phòng cháy, chữa cháy rừng
- Hướng dẫn chủ rừng lập và thực hiện phương án bảo vệ rừng, bồi dưỡng nghiệp vụ bảo vệ rừng cho chủ rừng; kiểm tra, kiểm soát việc bảo vệ rừng, khai thác rừng, sử dụng rừng, lưu thông, vận chuyển, kinh doanh lâm sản
- Đấu tranh phòng, chống các hành vi vi phạm pháp luật về bảo vệ và phát triển rừng
- Tuyên truyền, vận động nhân dân bảo vệ và phát triển rừng
- Phối hợp với Uỷ ban nhân dân xã, phường, thị trấn xây dựng và bồi dưỡng nghiệp vụ cho lực lượng quần chúng bảo vệ rừng
- Tổ chức dự báo nguy cơ cháy rừng và tổ chức lực lượng chuyên ngành phòng cháy, chữa cháy rừng
- Bảo vệ quyền và lợi ích hợp pháp của chủ rừng khi rừng bị người khác xâm hại
- Tổ chức việc bảo vệ các khu rừng đặc dụng, rừng phòng hộ trọng điểm
- Thực hiện việc hợp tác quốc tế trong lĩnh vực bảo vệ rừng và kiểm soát kinh doanh, buôn bán thực vật rừng, động vật rừng.

Trong khi thi hành nhiệm vụ, kiểm lâm có quyền yêu cầu tổ chức, hộ gia đình, cá nhân có liên quan cung cấp thông tin, tài liệu cần thiết cho việc kiểm tra và điều tra, tiến hành kiểm tra hiện trường, thu thập chứng cứ theo quy định của pháp luật, xử phạt vi phạm hành chính và áp dụng các biện pháp ngăn chặn hành vi vi phạm hành chính, khởi tố, điều tra hình sự đối với những hành vi vi phạm pháp luật về bảo vệ và phát triển rừng theo quy định của pháp luật về xử lý vi phạm hành chính, pháp luật về hình sự và pháp luật về tố tụng hình sự, được sử dụng vũ khí và công cụ hỗ trợ theo quy định của pháp luật.
Ngoài ra Điều 83 quy định cụ thể nhiệm vụ và quyền hạn của Bộ trưởng Bộ Nông nghiệp và Phát triển nông thôn, của Chủ tịch Uỷ ban nhân dân tỉnh và thành phố trực thuộc trung ương, Chủ tịch Uỷ ban nhân dân huyện, quận, thị xã, thành phố thuộc tỉnh trong quá trình chỉ đạo, điều hành lực lượng kiểm lâm.